# Od mora do mora
Od mora do mora je kompilacijski album grupe Daleka obala koji je izašao 1998. u izdanju Croatia Records. Na albumu se nalazi 18 pjesama, a kao pjevač u pjesmi Hrvatska čigra, koja nije objavljena ni na jednom drugom albumu, gostuje Neno Belan.

## Popis pjesama
1. Brodovi
2. Od mora do mora
3. Ti nisi tu
4. Ona je plesala
5. Morska vila
6. Zabonacalo je
7. Brod blues
8. Sušac blues
9. Valovi
10. Ona zbori
11. Čulo se buć bać
12. Veliki brod
13. On je volio brodove
14. Hrvatska čigra
15. Upeklo sunce
16. Četrnaest palmi
17. Daleka obala
18. Umorni mornari